# Cervidellus hamatus
Cervidellus hamatus är en rundmaskart. Cervidellus hamatus ingår i släktet Cervidellus och familjen Cephalobidae. Inga underarter finns listade i Catalogue of Life.